# Königsbrunn am Wagram
Königsbrunn am Wagram è un comune austriaco di 1 323 abitanti nel distretto di Tulln, in Bassa Austria; ha lo status di comune mercato (Marktgemeinde).